# Monnetyra diabolica
Monnetyra diabolica là một loài bọ cánh cứng trong họ Cerambycidae.